# Helle Barden
Helle Barden (englischer Originaltitel: Men at Arms) ist ein Roman von Terry Pratchett aus dem Jahr 1993. Er ist der fünfzehnte Scheibenwelt-Roman. Ort der Handlung ist Ankh-Morpork. Helle Barden ist das zweite Buch der Stadtwachengeschichten, demgemäß steht die Wache im Mittelpunkt.
Seltsame Morde geschehen in der Stadt, die die Stadtwache aufklären muss. Mit dem Prototyp einer von Leonard von Quirm erfundenen Waffe, dem „Gfähr“, werden in der Stadt Bürger getötet. Nachdem es aus dem Museum der Assassinengilde gestohlen wurde, scheint diese Waffe ein Eigenleben zu führen. Auf der Hochzeitszeremonie von Kommandeur Mumm und Lady Käsedick wird der Patrizier mit dem Gfähr attackiert, erhält aber nur einen Beinschuss. Nach diesem missglückten Mordanschlag gelingt es der Wache, den Attentäter zu schnappen und es findet sogar noch eine Hochzeit statt.

## Handlung
Edward d'Eath, Angehöriger einer verarmten Adelsfamilie und Mitglied der Gilde der Assassinen, ist davon überzeugt, dass eine Wiederherstellung der Monarchie in  Ankh-Morpork die sozialen Veränderungen in der Stadt rückgängig und damit auch die Zeiten wiederherstellt, in der seine Familie Macht und Einfluss hatte. Zu diesem Zweck hat Edward d'Eath unter anderem in den Archiven der Stadt recherchiert und herausgefunden, dass Korporal Karotte, Mitglied der Stadtwache, der verschollene rechtmäßige Thronerbe ist. Er beginnt, einen Plan umzusetzen, durch den der aktuelle Herrscher über Ankh-Morpork, der Patrizier Vetinari, ermordet und der königliche Thron wieder besetzt werden soll.
Hauptmann Samuel Mumm verbringt in der Zwischenzeit seine letzten Tage in seinem Amt als Mitglied der Stadtwache, bevor er Lady Sybil Käsedick heiratet, seine Verlobte und reichste Frau von Ankh-Morpork. Er muss sich in dieser Zeit unter anderem mit einer Gruppe von neuen Rekruten befassen, die möglichst viele ethnische Minderheiten der Stadt repräsentieren sollen: die Werwölfin Angua, der Troll Detritus und der Zwerg Knuddel.
Sam und die neuen Rekruten sind damit beschäftigt, eine Reihe von scheinbar unzusammenhängender Vorfälle in der Stadt aufzuklären: ein Einbruch in die Gilde der Assassinen, bei dem angeblich nichts gestohlen wurde und der Todesfall des Zwergs Bjorn Hammerhock, eines Schmieds. Später werden noch die Leiche von Beano, dem Clown, aus der Narrengilde gefunden, und ein tödlicher Anschlag auf die Zofe von Königin Molly von der Bettlergilde verübt. In den Leichen finden die Wachen ungewöhnlich große Löcher im Körper. Lord Vetinari gibt vor, dass er Sam die Untersuchung dieser Vorfälle verbieten will, womit er ihn besonders motiviert, die Verbrechen aufzuklären.
Im Rahmen dieser Aufklärungsarbeit sind der Zwerg Knuddel und der Troll Detritus gezwungen zusammenzuarbeiten, obwohl ihnen dies eigentlich aufgrund ihrer Vorurteile widerstrebt. Beide freunden sich im Laufe der Arbeit schließlich miteinander an. Angua wiederum lernt den sprechenden Hund Gaspode kennen und nutzt seine Hilfe, während sie in Werwolfgestalt weitere Recherchen bei Nacht anstellt. Außerdem knüpft sie romantische Bande mit Korporal Karotte. Als er nach einer gemeinsamen Nacht feststellt, dass sie eigentlich eine Werwölfin ist, reagiert Karotte zunächst ungeschickt und verschreckt, gewöhnt sich aber daran.
Die Stadtwache findet durch ihre Untersuchungen schließlich heraus, dass d'Eath durch die Explosion eines Drachens es geschafft hat, ein Loch in eine Wand von der Bettlergilde zu dem Raum der Assassinengilde brechen. Dort stiehlt er das Gfähr, die erste und einzige Feuerwaffe der Scheibenwelt. Als d'Eath das Gfähr zur Instandsetzung in die Schmiedewerkstatt des Zwergs Bjorn Hammerhock bringt, geht die Waffe los, wodurch der Zwerg tödlich verletzt wird. Das Gfähr hat die heimtückische Eigenschaft, von ihrem Benutzer Besitz zu ergreifen. Als d'Eath seinen Plan dem Anführer der Assassinengilde Krux enthüllt, will dieser selbst die Waffe, ermordet d'Eath und übernimmt seinen Mordplan.
Die Wache schafft es, den Mordanschlag auf den Herrscher der Stadt, den Patrizier Vetinari, zu vereiteln, aber bei der Jagd nach dem Attentäter werden Knuddel und Angua getötet. Sam Mumm und Karotte gelingt es nach einer Verfolgungsjagd schließlich, Krux zu stellen. Krux zeigt Karotte die Beweise, dass Karotte königlicher Abstammung ist, und will Mumm töten. Zu seiner Überraschung schlägt sich Karotte aber nicht auf Krux' Seite, sondern Karotte tötet ihn mit seinem Schwert. Wie der Leser später lernt, beerdigt Karotte das zerlegte Gfähr zusammen mit den Beweisen, dass er der königliche Erbe ist, im Grab für Knuddel.
Angua, die auf der Verfolgungsjagd von Krux erschossen wurde, ist, wie sich herausstellt, nicht endgültig tot, denn als Werwölfin kann sie nur mit einer Silberkugel getötet werden. Mit dem Mondaufgang ersteht sie wieder auf. Sam und Sybil werden am Ende des Romans verheiratet. Karotte nutzt sein neu erworbenes Wissen darüber, dass er eigentlich der verschollene königliche Thronerbe ist, um den Patrizier Vetinari zu erpressen. Überraschenderweise fordert er nichts für sich persönlich, sondern handelt vor allem eine Verbesserung der Stellung der Stadtwache aus, so dass sie zu einer echten Polizeitruppe wird. Karotte wird zum Hauptmann der Stadtwache befördert und Sam soll die neu geschaffene Position des Kommandeurs der Wache besetzen.

## Einordnung in das Werk des Autors
Der Roman Men at Arms ist der fünfzehnte Scheibenweltroman von Terry Pratchett und der zweite Roman, in dem die Stadtwachen von Ankh-Morpork im Mittelpunkt stehen. Die Handlung schließt an die Ereignisse im Roman Wachen! Wachen! an: Der Zwischenfall mit dem Drachen in Wachen! Wachen! hat die Nachtwache von Ankh-Morpork aufgewertet. Sie wächst und stellt neue Rekruten ein, die möglichst viele ethnische Minderheiten der Stadt repräsentieren sollen, darunter die späteren Feldwebel Angua und Detritus, die als Rekruten eingeführt werden. Weitere Scheibenwelt-Romane, in denen die Stadtwache eine Rolle spielt, sind unter anderem Hohle Köpfe, Fliegende Fetzen und Die Nachtwächter.

## Rezeption
Men at Arms hat sich wie andere Romane der Scheibenwelt-Serie weltweit verkauft. Der Roman wurde unter anderem ins Deutsche, Russische, Polnische, Französische, Italienische, Spanische und ins Chinesische übersetzt. Eine Neuübersetzung der deutschen Fassung, Helle Barden, wurde 2014 veröffentlicht. Men at Arms ist auch als englisches und deutsches Hörbuch veröffentlicht worden. Stephen Briggs hat den englischen Roman als Theaterstück adaptiert.
Publishers Weekly schreibt, dass Men at Arms nicht so durchgehend komisch sei wie frühere Romane Pratchetts, aber die Dialoge werden als lustig gelobt. Die Handlung sei etwas unzusammenhängend, aber es würden ausreichend Details wie blutrünstige Trolle eingefügt, um die Leser ausreichend zu unterhalten. Kirkus Reviews bewertet Men at Arms als durchschnittliche Folge in der immer unterhaltsamen und lustigen Discworld-Fantasyserie.
Elizabeth Young, in ihrer Übersicht über die Discworld-Serie im Guardian, nennt Terry Pratchett neben P. G. Wodehouse einer der führenden Autoren komischer Romane. Sie schreibt, dass Pratchett mit seinen Romanen die Themen unserer Gesellschaft gelungen widerspiegele und nennt unter anderem Men at Arms, in dem Political Correctness und Quotenregelungen bei Stellenausschreibungen thematisiert werden.

### Englische Originalausgabe
- Terry Pratchett: Men at Arms. Victor Golancz, London 1993, ISBN 0-575-05503-0.

### Deutsche Übersetzungen
- Terry Pratchett: Helle Barden. Aus dem Englischen übersetzt von Andreas Brandhorst. Goldmann, München 1996, ISBN 3-442-43048-8.
- Terry Pratchett: Helle Barden. Neuübersetzung von Gerald Jung, Goldmann-Manhattan, München 2014, ISBN 978-3-442-54719-7.

### Hörbücher
- Terry Pratchett: Men at Arms. Hörbuch, gelesen von Nigel Planer. Isis, Oxford 2008, ISBN 9780753140383.
- Terry Pratchett: Helle Barden. Gekürzte, inszenierte Lesefassung. Gelesen von Rufus Beck. Aus dem Englischen übersetzt von Andreas Brandhorst. Lesefassung und Regie: Thomas Krüger. Schall & Wahn, Bergisch Gladbach, 2008, ISBN 9783866048614.

### Theaterstück
- Terry Pratchett, Stephen Briggs: Terry Pratchett's Men at Arms: The Play. Corgi, London 1997, ISBN 0552144320.